# Сергеев, Геннадий Николаевич
Генна́дий Никола́евич Серге́ев (1964—1993) — младший лейтенант Министерства безопасности Российской Федерации, участник октябрьских событий 1993 года в Москве, Герой Российской Федерации (1993).

## Биография
Геннадий Сергеев родился 17 августа 1964 года в Москве в семье рабочего-металлурга. Окончил московскую среднюю школу № 421, затем в 1982 году — радиотехническое профессионально-техническое училище № 38. В 1982—1984 годах проходил срочную службу в Советской Армии ВС СССР в спортивной роте Московского военного округа в городе Коврове Владимировской области. После увольнения в запас Сергеев в 1984—1985 годах работал монтажником электромеханических приборов в московском НИИ «Импульс». В 1985 году он добровольно был зачислен на службу в КГБ СССР. В 1986—1990 годах Сергеев служил в 15-м Главном управлении КГБ по охране подземных специальных объектов и линий связи. С 1990 года служил в специальном подразделении «Вымпел». В конце января 1992 года прапорщик Сергеев перешёл на службу в группу «Альфа».
Во время событий октября 1993 года группа «Альфа» получила приказ штурмовать здание Верховного совета России на Краснопресненской набережной. Сергеев в тот момент находился в отпуске, но сам прибыл в своё подразделение. Боевая машина пехоты, в которой находились трое сотрудников «Альфы» (Торшин, Финогенов и Сергеев), подъехала к Дому Советов с тыльной стороны. Там им удалось спасти женщину с ребёнком и продолжить движение. По пути следования экипаж увидел раненого в бедро солдата, который лежал на земле. Торшин и Сергеев вышли из БМП и попытались занести внутрь солдата, но попали под огонь снайперов. Сергеев получил смертельное ранение. Огонь вёлся не из Дома Советов, а с противоположной стороны. После убийства Сергеева «Альфа» пошла на захват здания Верховного совета. Похоронен на Николо-Архангельском кладбище.
Указом Президента Российской Федерации от 7 октября 1993 года за «мужество и отвагу, проявленные при выполнении специального задания» младший лейтенант Геннадий Сергеев посмертно был удостоен высокого звания Героя Российской Федерации. Присвоения Сергееву этого звания добился командир группы «Альфа» Геннадий Зайцев. Медаль «Золотая Звезда» была вручена 18 октября 1993 года в Кремле родителям и вдове Сергеева.

Могила Сергеева на Николо-Архангельском кладбище Москвы